# (602) Marianna
(602) Marianna est un astéroïde de la ceinture principale découvert par Joel Hastings Metcalf le 16 février 1906.